# Hidden Gorge
Hidden Gorge är en dal i Antarktis. Den ligger i Östantarktis. Australien gör anspråk på området.